# Az élet csajos oldala epizódjainak listája
Az élet csajos oldala egy amerikai szituációs komédia (sitcom), melyet Michael Patrick King és Whitney Cummings készített a Warner Bros-nak. A sorozat a CBS csatornán debütált a 2011-12-es televíziós évadban.
Nyomon követhetjük, hogy Max (Kat Dennings) és Caroline (Beth Behrs) hogyan indítja be saját vállalkozásukat, mely ún. cupcake cukrászda lesz.
Magyarországon az RTL II vetítette. Európában már több országban vetítették a sorozatot, például Németországban, Franciaországban, vagy Olaszországban.

## Évados áttekintés
| Évad | Évad | Epizódok | Eredeti sugárzás     | Eredeti sugárzás  | Magyar sugárzás     | Magyar sugárzás            |
| Évad | Évad | Epizódok | Évadpremier          | Évadfinálé        | Évadpremier         | Évadfinálé                 |
| ---- | ---- | -------- | -------------------- | ----------------- | ------------------- | -------------------------- |
|      | 1    | 24       | 2011. szeptember 19. | 2012. május 7.    | 2014. július 18.    | 2014. augusztus 20.        |
|      | 2    | 24       | 2012. szeptember 24. | 2013. május 13.   | 2014. augusztus 21. | 2014. szeptember 23.       |
|      | 3    | 24       | 2013. szeptember 23. | 2014. május 5.    | 2015. március 24.   | 2015. április 23.          |
|      | 4    | 22       | 2014. október 27.    | 2015. május 18.   | 2015. október 13.   | 2015. november 6.          |
|      | 5    | 22       | 2015. november 12.   | 2016. május 12.   | 2016. június 7.     | 2016. július 6.            |
|      | 6    | 22       | 2016. október 20.    | 2017. április 17. | 2017. május 17.     | 2017. december 2.[forrás?] |

## Első évad (2011-12)
| Sor. | Év. | Cím                                                                           | Rendező             | Író                                      | Premier                               | Nézettség    |
| --- | --- | ----------------------------------------------------------------------------- | ------------------- | ---------------------------------------- | ------------------------------------- | ------------ |
| 1. | 1.  | Nehéz kezdet (Pilot)                                                          | James Burrows       | Michael Patrick King és Whitney Cummings | 2011. szeptember 19. 2014. július 18. | 19,37 millió |
| Az első részben megismerjük a kifőzdét és dolgozóit. Max az ottani pincérnő látja el kolléganője helyett is az felszolgálói feladatokat, és ezért is ellenzi, mikor főnöke új embert vesz fel. Ő Caroline, aki egy tönkrement milliárdos lánya, akinek most se pénze, se lakása, így Max befogadja magához őt és a lovát. Max cupcake sütiket is készít ezért Caroline felveti az ötletet, hogy nyissanak egy cupcake boltot. Egyenleg: 387.25 $ |     |                                                                               |                     |                                          |                                       |              |
| 2. | 2.  | Szakítás (And the Break-up Scene)                                             | James Burrows       | Michael Patrick King                     | 2011. szeptember 26. 2014. július 21. | 11,75 millió |
| Max szakít barátjával és ezen ok miatt be tudna olvasni neki mindenért. Caroline megelőzi és helyette intézkedik. Vitájuk hevében véget vetnek a közös cukrászda tervének. Egyenleg: 364.25 $ |     |                                                                               |                     |                                          |                                       |              |
| 3. | 3.  | Használtruhabolt (And Strokes of Goodwill)                                    | John Fortenberry    | Jhoni Marchinko                          | 2011. október 3. 2014. július 22.     | 11,42 millió |
| Max és Caroline a helyi turkálóba mennek ruhákért. Elhappolnak előlük egy pólót amit Caroline megpróbál visszaszerezni sikertelenül. Később megjelenik az étteremben a ruhabitorló és miközben Caroline kiviszi a rendelést "véletlenül" leönti vele. Egyenleg: 500.25 $ |     |                                                                               |                     |                                          |                                       |              |
| 4. | 4.  | Szegény gazdagok (And the Rich People Problems)                               | John Fortenberry    | Michelle Nader                           | 2011. október 10. 2014. július 23.    | 10,71 millió |
| Carolinenak fogproblémái adódnak. Max-szel együtt "betörnek" a lezárt régi lakásába. Több ruhát is vinnének magukkal, de amikor megszólal a riasztó, menekülniük kell. Egyenleg: 543.25 $ |     |                                                                               |                     |                                          |                                       |              |
| 5. | 5.  | Retró buli (And the '90s Horse Party)                                         | Scott Ellis         | Sonny Lee és Patrick Walsh               | 2011. október 17. 2014. július 24.    | 11,47 millió |
| Caroline kezébe veszi Max számláit, hogy segítsen tartozásainak kiegyenlítését. Az étkezdében megjelenik Caroline régi barátja, aki dobta miután tönkrementek. Később az étteremben a lányok 90-es évek retró-bulit szerveznek, amiből fedezni tudják Max egykori diákhitel-tartozását. Egyenleg: 593.25 $ |     |                                                                               |                     |                                          |                                       |              |
| 6. | 6.  | Tűnékeny ágy (And the Disappearing Bed)                                       | Scott Ellis         | Greg Malins                              | 2011. október 24. 2014. július 25.    | 11,19 millió |
| Caroline saját ágyat akar Max lakásába. Ösztönzi Max-et, hogy merjen álmodni és valósítsa meg őket. Névjegykártyát ad neki, hogy ajánlja be magukat a gazdag nőnél akinél Max babysitterkedik. Egyenleg: 423.25 $ |     |                                                                               |                     |                                          |                                       |              |
| 7. | 7.  | Problémás szépség (And the Pretty Problem)                                    | Scott Ellis         | David Feeney                             | 2011. október 31. 2014. július 28.    | 10,97 millió |
| Max és Caroline közeli kávézó vendégei dicsérik Max cupcake-jeit, ahova kóstolót is visznek. Később lelombozódnak, mert a vendégek szerint a sütemények nem elég szépek. Caroline lépést tesz ez ügyben: beíratja mindkettejüket egy sütemény-dekor tanfolyamra. Egyenleg: 383.25 $ |     |                                                                               |                     |                                          |                                       |              |
| 8. | 8.  | A gyűjtő (And Hoarder Culture)                                                | Ted Wass            | Liz Feldman                              | 2011. november 7. 2014. július 29.    | 11,43 millió |
| Max-nek tetszik Johnny, aki utcai művészként dolgozik, ezért Caroline megpróbálja összehozni őket. Később másodállást vállal ahol sorozatos meglepetések érik Egyenleg: 623.25 $ |     |                                                                               |                     |                                          |                                       |              |
| 9. | 9.  | Szánalmas pénz (And the Really Petty Cash)                                    | Ted Wass            | Morgan Murphy                            | 2011. november 14. 2014. július 30.   | 11,77 millió |
| Johnny ismét megjelenik, de csak baráti kapcsolatot akar Max-szel. barátságát kéri. Caroline szerez egy komoly sütis felkérést maguknak, azonban ez egy kiállítás, ahol Johnny és a barátnője is ott lesz, valamint a plakátfestmény is, amit a fiú magáról és Max-ről készített. Egyenleg: 623.25 $ |     |                                                                               |                     |                                          |                                       |              |
| 10. | 10. | Karácsonyi hálaadás (And the Very Christmas Thanksgiving)                     | Jean Sagal          | Michael Patrick King                     | 2011. november 21. 2014. július 31.   | 11,33 millió |
| Caroline a Hálaadás és a későbbi Karácsony miatt meg akar tanulni sütni és Max-et kéri, hogy segítsen neki. Egy új tálmixert miatt beállnak a Télapó manóinak, hogy összegyűjtsék a pénzt az eszközre. Egyenleg: 621.25 $ |     |                                                                               |                     |                                          |                                       |              |
| 11. | 11. | Hóesés (And the Reality Check)                                                | Fred Savage         | Molly McAleer                            | 2011. december 5. 2014. augusztus 1.  | 12,75 millió |
| Max-nak és Caroline-nak a leesett hó miatt ki kell találniuk valamit, hogy mit kezdjenek a lovukkal. Max ötlete az, hogy adják Peach-nek, a manhattani gazdag nőnek, akinek a gyerekeire szokott vigyázni. Egyenleg: 621.25 $ |     |                                                                               |                     |                                          |                                       |              |
| 12. | 12. | Kiárusítás (And the Pop-Up Sale)                                              | Fred Savage         | Michelle Nader                           | 2011. december 12. 2014. augusztus 4. | 12,5 millió  |
| Max és Caroline beruháznának egy új sütőre. Caroline eladná drága gyűrűit, de ez nem megy olyan könnyen. Eközben Oleg az étterem egyik alkalmazottja és Han a kifőzde főnöke között ellentét alakul ki. A lányok egy pláza női mosdójában próbálják pénzzé tenni az ékszereket. Egyenleg: 621.25 $ |     |                                                                               |                     |                                          |                                       |              |
| 13. | 13. | Titkos összetevő (And the Secret Ingredient)                                  | Julie Anne Robinson | Michael Patrick King                     | 2012. január 2. 2014. augusztus 5.    | 12,1 millió  |
| Han és Max összevesznek, mert Han megemelte a tamponautomata árát. Caroline megismeri a kuponozást és egy idő után túl messzire megy vele. Max a sütijeihez mindig tesz egy titkos összetevőt, ami később kiderül, hogy nem is olyan különleges hozzávaló. Egyenleg: 644.25 $ |     |                                                                               |                     |                                          |                                       |              |
| 14. | 14. | Az új lakó (And the Upstairs Neighbor)                                        | Thomas Kail         | Michael Patrick King                     | 2012. január 16. 2014. augusztus 6.   | 11,4 millió  |
| Max és Caroline lakása fölé új lakó Sophie, a kikapós nő költözik. A két lány hamarosan gyanakodni kezd, hogy a nő prostituált, vagy más lányokat foglalkoztat. Amikor lengén öltözött lányokat találnak a lakásában akkor már biztosra veszik a dolgot. Egyenleg: 665 $ |     |                                                                               |                     |                                          |                                       |              |
| 15. | 15. | Vakfolt (And the Blind Spot)                                                  | Ted Wass            | Michelle Nader                           | 2012. február 6. 2014. augusztus 7.   | 11,47 millió |
| Kiderül, hogy Sophie egy takarítócéget vezet. Felajánlotta a lányoknak, hogy dolgozhatnak nála. Első feladatuk az ő lakásásnak kitakarítása. A nő elmondja Maxnek milyen szorgalmas, de Caroline csak hátráltatja, és nélküle többre vihetné. Egyenleg: 865 $ |     |                                                                               |                     |                                          |                                       |              |
| 16. | 16. | Összeört szívek (And the Broken Hearts)                                       | Ted Wass            | David Feeney                             | 2012. február 13. 2014. augusztus 8.  | 10,48 millió |
| Valentin-napi készülődés van az étkezdében. Max és Caroline beviszik a kórházba Earlt, mert szívrohamot kap. Caroline régi ismerősét látja viszont a kórházban és megpróbálja felmelegíteni kapcsolatát a férfival. Egyenleg: 865 $ |     |                                                                               |                     |                                          |                                       |              |
| 17. | 17. | Kóser süti (And the Kosher Cupcakes)                                          | Scott Ellis         | Liz Feldman                              | 2012. február 20. 2014. augusztus 11. | 11,37 millió |
| Caroline elkapja az influenzát. A zsidó patikába térnek be ahol nem csak gyógyszert hanem megrendelést is kapnak. Egy bármicvóra kell cupcakeket sütniük, de csakis kóser anyagokból. Azonban Max másképp értelmezi a kóser fogalmát. Egyenleg: 865 $ |     |                                                                               |                     |                                          |                                       |              |
| 18. | 18. | Egyéjszakás kalandok (And the One-Night Stands)                               | Scott Ellis         | Sonny Lee és Patrick Walsh               | 2012. február 27. 2014. augusztus 12. | 10,18 millió |
| Caroline szülinapja alkalmából Maxet meglepetésbulit szervez, de az nem úgy sül el ahogy tervezték. Caroline összejön a céges weboldalukat tervező Edwinnel. Egyenleg: 625 $ |     |                                                                               |                     |                                          |                                       |              |
| 19. | 19. | Tavaszi szünet (And the Spring Break)                                         | Scott Ellis         | Morgan Murphy                            | 2012. március 19. 2014. augusztus 13. | 9,38 millió  |
| Sophie összejön Oleggel, de ennek titokban kell maradnia. Egy meleg pár megkéri a két lányt, hogy vigyázzanak a lakásukra amíg távol vannak. Egyenleg: 775 $ |     |                                                                               |                     |                                          |                                       |              |
| 20. | 20. | Mellékhatás (And the Drug Money)                                              | Ted Wass            | Greg Malins                              | 2012. április 9. 2014. augusztus 14.  | 8,78 millió  |
| Caroline apja ügyvédjének ezeregyszáz dollárt kellene fizetniük, hogy segítsen apja ügyében tanúvallomást tenni. Max és Caroline ezért kísérleti gyógyszerek tesztelésében vesznek részt. Vallomástétel közben Caroline-on előjön a termék mellékhatása. Egyenleg: 675 $ |     |                                                                               |                     |                                          |                                       |              |
| 21. | 21. | Ej, ráérünk! (And the Messy Purse Smackdown)                                  | Ted Wass            | Molly McAleer                            | 2012. április 16. 2014. augusztus 15. | 8,52 millió  |
| Caroline elvállalja, hogy feladja Earl adóbevallását. Max-ét is segít megcsinálni, de nem számol halasztgatási technikájával. Sophie randizgatni kezd, annak ellenére, hogy Oleg szerint ők egy pár. Egyenleg: 675 $ |     |                                                                               |                     |                                          |                                       |              |
| 22. | 22. | A vajkrémes hadművelet (And the Big Buttercream Breakthrough)                 | Ted Wass            | Michelle Nader                           | 2012. április 30. 2014. augusztus 18. | 9,24 millió  |
| A lányok a kézműves vásáron nem járnak sikerrel ezért újra takarítást vállalnak Sophie cégénél. Közben Caroline titokban felhívja Peach-et, akinél Max babysitterkedik, aki beajánlja őket barátnőjének. Maxnek vajkrémes sütit kell sütnie, amit ki nem állhat. Egyenleg: 675 $ |     |                                                                               |                     |                                          |                                       |              |
| 23. | 23. | Martha Stewart bálba megy - 1. rész (And Martha Stewart Have a Ball (Part 1)) | Ted Wass            | Michael Patrick King                     | 2012. május 7. 2014. augusztus 19.    | 8,99 millió  |
| Johnny újra megjelenik az étkezdében, már sikeres művész lett és hamarosan megnősül. Caroline nevére érkezett rosszalló levelek között egy meghívó is van egy gálára ahol vendég Martha Stewart is. Elhatározzák, hogy elmennek mert muszáj bemutatniuk Marthanak a süteményeiket. Egyenleg: 922 $ |     |                                                                               |                     |                                          |                                       |              |
| 24. | 24. | Martha Stewart bálba megy - 2. rész (And Martha Stewart Have a Ball (Part 2)) | Ted Wass            | Michael Patrick King                     | 2012. május 7. 2014. augusztus 20.    | 8,99 millió  |
| Sophie báli ruhát vesz a két lánynak. Miután elindulnak a kocsijuk lerobban, de Han zsokés tudása megmenti őket, így lóháton mennek a rendezvényre. A bálba érkezve újabb akadállyal kell szembe nézniük. Egyenleg: 927 $ |     |                                                                               |                     |                                          |                                       |              |

## Második évad (2012-13)
| Sor. | Év. | Cím                                                      | Rendező          | Író                               | Premier                                  | Nézettség    |
| --- | --- | -------------------------------------------------------- | ---------------- | --------------------------------- | ---------------------------------------- | ------------ |
| 25. | 1.  | A dugipénz (And the Hidden Stash)                        | Fred Savage      | Michelle Nader                    | 2012. szeptember 24. 2014. augusztus 21. | 10,14 millió |
| Caroline megtudja, hogy elárverezik a családja értékeit. Miután meglátogatják apját a börtönben, ő elmondja mindenképp szerezzék meg a lánya nyertes lovaskupáját amit gyerekként nyert. Max úgy gondolja elrejtett pénz van a trófeában. Oleg és Sophie is elmennek az aukcióra, így adott közöttük a versengés a kupáért. Egyenleg: 727 $                  |     |                                                          |                  |                                   |                                          |              |
| 26. | 2.  | Pechszéria (And the Pearl Necklace)                      | Fred Savage      | Michael Patrick King              | 2012. október 1. 2014. augusztus 22.     | 9,22 millió  |
| Martha Stewart régóta nem jelentkezett a lányoknál a sütijeikkel kapcsolatban. Oleg szomorú, mert a Sophie-val való kapcsolatot csak ő veszi komolyan. Amikor Caroline szerencsenyakláncának titulált gyöngysora elszakad megindul a pechsorozat. Egyenleg: 877 $                                                                                            |     |                                                          |                  |                                   |                                          |              |
| 27. | 3.  | A rablótámadás (And the Hold-Up)                         | Fred Savage      | Jhoni Marchinko                   | 2012. október 8. 2014. augusztus 25.     | 9,42 millió  |
| Han-ról kiderül, hogy csak huszonkilenc éves és ez mindenkit nagyon meglep. Az kifőzdét megpróbálják kirabolni, Caroline a nagy nyomás miatt bepisil. Egyenleg: 995 $ |     |                                                          |                  |                                   |                                          |              |
| 28. | 4.  | Sütik háborúja (And the Cupcake War)                     | Fred Savage      | Molly McAleer                     | 2012. október 15. 2014. augusztus 26.    | 9,30 millió  |
| A két lány benevez egy sütis tudást összemérő valóságshow-ba, ahol a fődíj tízezer dollár. Miután bekerülnek az élő műsor bizony nagy meglepetéseket okoz... Egyenleg: 1,028 $ |     |                                                          |                  |                                   |                                          |              |
| 29. | 5.  | Költekezni veszélyes! (And the Pre-Approved Credit Card) | Fred Savage      | Sonny Lee és Patrick Walsh        | 2012. november 5. 2014. augusztus 27.    | 9,01 millió  |
| Max és Caroline hitelkártyát kapnak. Nagy önuralomra van szükségük, nehogy elkezdjenek költekezni. Earlt fia, Darius, aki komikusnak készül és a két lány segít felkészülni a fellépésére. Egyenleg: 1,128 $ |     |                                                          |                  |                                   |                                          |              |
| 30. | 6.  | A cukros bácsi (And the Candy Manwich)                   | Fred Savage      | Liz Feldman                       | 2012. november 12. 2014. augusztus 28.   | 8,94 millió  |
| Han és Sophie között feszültség alakul ki amiatt, hogy a nő egymaga elfoglal egy egész asztalt. Max és Caroline kirúgjanak a hámból, így elmennek az ingyenkonyhára ebédelni, de Caroline gyomorrontást kap, viszont megismerkedik Andy-vel a cukorkás sráccal. Egyenleg: 1,128 $                                                                            |     |                                                          |                  |                                   |                                          |              |
| 31. | 7.  | De mi legyen a lóval? (And the Three Boys with Wood)     | Thomas Kail      | Morgan Murphy                     | 2012. november 19. 2014. augusztus 29.   | 9,74 millió  |
| Andy és Caroline randiznak de a férfi nem közeledik hozzá. Közeleg a tél és nagy kérdés, hogy mi legyen Carolie lovával. Max találkozik két amish sráccal akik éppen nagyvilági körútjukon vannak felépítenek egy istállót a két lánynak. Egyenleg: 1,128 $                                                                                                  |     |                                                          |                  |                                   |                                          |              |
| 32. | 8.  | Virítsd a lóvét! (And the Egg Special)                   | Thomas Kail      | Tracy Poust és Jon Kinnally       | 2012. november 26. 2014. szeptember 1.   | 11,74 millió |
| Martha Stewart végre hallat magáról és a lapjában ajánlást tesz a lányok sütis cégéről. Miután az Andy boltjával szemben levő ingyen-konyhában gyilkosság történt, Max és Caroline azt remélik, hogy alacsony áron bérelhetik a helyiséget. Egyenleg: 1,328 $                                                                                                |     |                                                          |                  |                                   |                                          |              |
| 33. | 9.  | A tuti főnök (And the New Boss)                          | Fred Savage      | Molly McAleer                     | 2012. december 3. 2014. szeptember 2.    | 10,17 millió |
| Caroline a megnyíló boltjuk miatt felvesznek egy gyakornokot. Felvesznek egy lányt akik kihasználja Maxnél lágy szívű főnök tulajdonságát. Egyenleg: 21,328 $ |     |                                                          |                  |                                   |                                          |              |
| 34. | 10. | Expasik közt (And the Big Opening)                       | Lonny Price      | Michael Patrick King              | 2012. december 10. 2014. szeptember 3.   | 11,04 millió |
| Max és Caroline a sütibolt megnyitójára készülnek. Max az összes volt barátját meghívta, hogy sikeres és gyönyörű nőként láthassák őt viszont, így álljon bosszút rajtuk. Johnny esetében ez nem jön össze. Egyenleg: 7,328 $ |     |                                                          |                  |                                   |                                          |              |
| 35. | 11. | A cserfes csendestárs (And the Silent Partner)           | Don Scardino     | Tracy Poust és Jon Kinnally       | 2012. december 10. 2014. szeptember 4.   | 10,78 millió |
| Sophie csalódott, mert a lengyel vállalkozó becsapta, a hőn szeretett háza nem készült el. Max és Caroline beveszik Sophie-t az üzletbe csendestársnak, azonban ő nem marad csendes... Egyenleg: 3,328 $ |     |                                                          |                  |                                   |                                          |              |
| 36. | 12. | Az űrsütik (And the High Holidays)                       | Don Scardino     | Molly McAleer                     | 2012. december 17. 2014. szeptember 5.   | 10,22 millió |
| Kiürül a kassza, Max és Caroline nem tudják kifizetni a bérleti díjat. Így Max "űrsütit" készít dílerének és a többi kuncsaftjának. Egyenleg: 100 $ |     |                                                          |                  |                                   |                                          |              |
| 37. | 13. | Macik a málnásban (And the Bear Truth)                   | Scott Ellis      | Liz Feldman                       | 2013. január 14. 2014. szeptember 8.     | 12,45 millió |
| Max és Caroline hétvégi pihenést nyernek egy vidéki szállodában. Az útra Andy is velük tart... Egyenleg: 900 $ |     |                                                          |                  |                                   |                                          |              |
| 38. | 14. | Egy sütis éjszaka (And Too Little Sleep)                 | Scott Ellis      | Jhoni Marchinko és Michelle Nader | 2013. január 21. 2014. szeptember 9.     | 11,56 millió |
| Max és Caroline kialvatlansággal küzdenek, mert Caroline elvállalt egy ezer sütis megrendelést, de ezt 1 éjszaka kell legyártaniuk. Han, Earl és Oleg is besegít a munkába, sőt még Caroline exbarátja Andy is beszáll. Egyenleg: 4,900 $ |     |                                                          |                  |                                   |                                          |              |
| 39. | 15. | Asztroshow (And the Psychic Shakedown)                   | Ken Whittingham  | Michael Patrick King              | 2013. február 4. 2014. szeptember 10.    | 11,36 millió |
| Max és Caroline kölcsönért akarnak felvenni. Caroline jár egy jósnőnél aki állítja, hogy magányosan és szerelem nélküli élet vár rá. Max-szel visszamennek panaszt tenni, erre a nő megátkozza őket. Egyenleg: 4,800 $ |     |                                                          |                  |                                   |                                          |              |
| 40. | 16. | Varázslat a levegőben (And Just Plane Magic)             | Ken Whittingham  | Molly McAleer                     | 2013. február 11. 2014. szeptember 11.   | 10,90 millió |
| Max összejön egy zenésszel és szerez két jegyet a Grammy-díjkiosztóra. Han csak úgy engedi el őket, ha szereznek egy autogramot kedvenc rapperjétől. Egyenleg: 4,800 $ |     |                                                          |                  |                                   |                                          |              |
| 41. | 17. | Veszélyes muffinok (And the Broken Hip)                  | Ken Whittingham  | Charles Brottmiller               | 2013. február 18. 2014. szeptember 12.   | 10,25 millió |
| Max és Caroline boltjuk előtt bábuját táncoltató bábos megcsúszik egy muffinon, és eltörik a kedvenc bábuja. A férfi be is pereli őket, perrel fenyegetőzik. A két lány elmegy hozzá tárgyalni. Egyenleg: 3,800 $ |     |                                                          |                  |                                   |                                          |              |
| 42. | 18. | Sóher rokonok (And Not-So-Sweet Charity)                 | Fred Savage      | Morgan Murphy                     | 2013. február 25. 2014. szeptember 15.   | 10,41 millió |
| Egy ingatlancég megvenné a sütis boltot. Caroline nagynénjétől kér kölcsön pénzt. Azonban nénikéje gyűlöletet érez unokahúga iránt. Egyenleg: 1 $ |     |                                                          |                  |                                   |                                          |              |
| 43. | 19. | A tettek mezején (And the Temporary Distraction)         | Fred Savage      | Sonny Lee és Patrick Walsh        | 2013. március 18. 2014. szeptember 16.   | 8,56 millió  |
| A sütibolt eladásra került. A két lány irodai helyettesítést vállalnak. Caroline teljesen jól érzi magát az új közegben, Maxet azonban letöri, hogy barátnője az első lehetőségnél leragadt. Később Caroline-t teljes munkaidős állast kap. Egyenleg: 5 $ |     |                                                          |                  |                                   |                                          |              |
| 44. | 20. | A nagy lyuk (And the Big Hole)                           | Fred Savage      | Liz Feldman                       | 2013. március 25. 2014. szeptember 17.   | 8,76 millió  |
| Caroline késik a munkából emiatt annyira összevész Hannal, hogy kirúgja a lányt. Oleg felkéri Caroline-t, lakását alakítsa át, mert Sophie-t fel akarja vinni. Egyenleg: 205 $ |     |                                                          |                  |                                   |                                          |              |
| 45. | 21. | Öndiagnózis (And the Worst Selfie Ever)                  | Phill Lewis      | Laura Kightlinger                 | 2013. április 15. 2014. szeptember 18.   | 7,54 millió  |
| Andy és Caroline együtt töltenek egy éjszakát, később Caroline kellemetlenül érzést tapasztal altestén. Miután az internetes öndiagnosztika nem jár sikerrel, elmennek az ingyen klinikára. Egyenleg: 205 $ |     |                                                          |                  |                                   |                                          |              |
| 46. | 22. | Tisztességtelen ajánlat (And the Extra Work)             | Michael McDonald | Jon Kinnally és Tracy Poust       | 2013. április 29. 2014. szeptember 19.   | 7,85 millió  |
| Caroline és Max értesülnek róla, hogy a Különleges ügyosztály című sorozat az étkezdében fog forgatni. A rendező nagyobb szerepet ad Caroline-nak, aki később rájön, hogy a férfi mit is akar tőle valójában. Egyenleg: 1,205 $ |     |                                                          |                  |                                   |                                          |              |
| 47. | 23. | Kínos hazugság (And the Tip Slip)                        | Lonny Price      | Michelle Nader                    | 2013. május 6. 2014. szeptember 22.      | 7,97 millió  |
| Caroline apja, közli lányával, hogy egy régi alkalmazottja leleplező könyvet akar kiadni róla. Sophie befizeti a két lányt egy fürdőbe ahol találkoznak a leleplezővel. Egyenleg: 940 $ |     |                                                          |                  |                                   |                                          |              |
| 48. | 24. | Ablak a jövőre (And the Window of Opportunity)           | Lonny Price      | Michael Patrick King              | 2013. május 13. 2014. szeptember 23.     | 8,94 millió  |
| Max és Caroline megpróbálják eladni régi dolgaikat, hogy újra tanulva fellendítsék a cupcake-üzletet. Han felfogadja őket, hogy takarítsák ki az étkezde hátsó helyiségét. Takarítás közben a két lány összevész és Maxet megrázza az áram. Később rájönnek milyen jó ötlet lenne ha az kitakarított helységben nyitnák újra a sütiboltot. Egyenleg: 1,540 $ |     |                                                          |                  |                                   |                                          |              |

## Harmadik évad (2013-14)
| Sor. | Év. | Cím                                                   | Rendező      | Író                            | Premier                                | Nézettség    |
| --- | --- | ----------------------------------------------------- | ------------ | ------------------------------ | -------------------------------------- | ------------ |
| 49. | 1.  | Édes zarándokhely (And the Soft Opening)              | Don Scardino | Michael Patrick King           | 2013. szeptember 23. 2015. március 24. | 8,88 millió  |
| Max és Caroline újra megnyitják a cupcake üzletüket az új helyen. Az első vendég egy rocksztár, aki az első süti megevése után meg is hal. Később a rajongók megrohamozzák az üzletet. Han bérleti díjat követel az új helyért és ez feszültséget szül a felek között. Egyenleg: 725 $                                                                                      |     |                                                       |              |                                |                                        |              |
| 50. | 2.  | Új telefon, új nadrág (And the Kickstarter)           | Don Scardino | Michelle Nader                 | 2013. szeptember 30. 2015. március 24. | 7,72 millió  |
| Miután Caroline látja, hogy 2 lány adományokat tudott szerezni a neten egy valószínűtlen ötletre ő is megpróbálkozik ezzel új ruhák reményében. Egyenleg: 1,010 $ |     |                                                       |              |                                |                                        |              |
| 51. | 3.  | Macskaland (And the Kitty Kitty Spank Spank)          | Don Scardino | Jhoni Marchinko                | 2013. október 7. 2015. március 25.     | 7,26 millió  |
| Max szeretné befogadna egy macskát, amelyik napok óta az ablakuk alatt nyávog. Caroline ellenzi, Sophie pedig kiborul tőle, mert úgy hiszi a halott lelkek macskatestben térnek vissza. Megpróbálnak szerető otthont találni a cicának... Maxnek új telefont ajánlanak fel de ő nehezen váltana. Miután kiválasztotta az új készülékét le se bírja tenni. Egyenleg: 1,310 $ |     |                                                       |              |                                |                                        |              |
| 52. | 4.  | Van, aki forrón szereti (And the Group Head)          | Don Scardino | Liz Feldman                    | 2013. október 14. 2015. március 26.    | 7,99 millió  |
| Új pincér érkezik a kifőzdébe, és a lányoknak kellene betanítani. Caroline csak úgy megy bele, ha az étteremmel közösen vesznek egy kávéfőzőt. Oleg ingyen megszerzi, de senki sem tudja kezelni. Max és Caroline beállnak a Starbucks-ba annyi időre, hogy megtanuljanak rendes kávét főzni. Egyenleg: 1,512 $                                                             |     |                                                       |              |                                |                                        |              |
| 53. | 5.  | Divat-őrület (And the Cronuts)                        | Don Scardino | Sonny Lee és Patrick Walsh     | 2013. október 21. 2015. március 27.    | 7,36 millió  |
| A lányok próbálnak lépést tartani a divattal, mert a sima cupcake már nem menő. Ők is megpróbálkoznak egy új dologgal a krofánkkal. Ha elkezdik árulni, akkor az emberek megint szeretni fogják sütijeiket. De kiderül, hogy ez nem is olyan egyszerű. Egyenleg: 2,012 $ |     |                                                       |              |                                |                                        |              |
| 54. | 6.  | Párnahuzat para (And the Piece of Sheet)              | Don Scardino | Liz Astrof                     | 2013. október 28. 2015. március 30.    | 7,71 millió  |
| Caroline új ágyneműt vesz Max-nek. Ennek ő nem örül, mert kidobta kedvenc párnahuzatát is és enélkül nem tud elaludni. Caroline-nak elkezd hullani a póthaja, hiába próbálja leplezni mindenki rájön. Egyenleg: 2,012 $ |     |                                                       |              |                                |                                        |              |
| 55. | 7.  | Barátnő extrákkal (And the Girlfriend Experience)     | Don Scardino | Morgan Murphy                  | 2013. november 4. 2015. március 31.    | 8,12 millió  |
| Han-t meglátogatja az anyja, aki úgy tudja, fiának van barátnője. Max kerít egy prostit, aki elvállalja a barátnő szerepét. Egyenleg: 2,280 $ |     |                                                       |              |                                |                                        |              |
| 56. | 8.  | A látszat csal (And the 'It' Hole)                    | Don Scardino | Whitney Cummings               | 2013. november 11. 2015. április 1.    | 8,23 millió  |
| Caroline megismer szörföst, aki elhívja egy randira egy nem rég nyílt felkapott helyre. Végül Max-nek kell elkísérnie a barátnőjét. Caroline-nak az új kapcsolat és az új hely is nagy csalódás. Egyenleg: 2,420 $ |     |                                                       |              |                                |                                        |              |
| 57. | 9.  | A cukrásztanfolyam (And the Pastry Porn)              | Don Scardino | Charles Brottmiller            | 2013. november 18. 2015. április 2.    | 7,92 millió  |
| Caroline cukrásziskolai tájékoztatót talál Max ágya alatt. Rábeszélnie a jelentkezésre, viszont a tandíj sokkal több, mint amennyire számítottak. Egyenleg: 2.50 $ |     |                                                       |              |                                |                                        |              |
| 58. | 10. | Első nap az iskolában (And the First Day of School)   | Don Scardino | Michael Patrick King           | 2013. november 25. 2015. április 3.    | 7,82 millió  |
| Max-nek meglepetésbulit szerveznek a sikeres felvétel alkalmából. Caroline nem részesül meglepetésben és ezt nehezen viselni. Később a lányokat a metrón kirabolják. Egyenleg: 114,50 $ |     |                                                       |              |                                |                                        |              |
| 59. | 11. | Élet a halál után (And the Life After Death)          | Don Scardino | Molly McAleer                  | 2013. december 2. 2015. április 6.     | 8,48 millió  |
| Caroline értesül gyerekkori dadája haláláról. Elutaznak Max-ela temetésre, de senki sem emlékszik rá, a családból, hogy ki is ő. Egyenleg: 77 $ |     |                                                       |              |                                |                                        |              |
| 60. | 12. | A francia csók (And the French Kiss)                  | Don Scardino | Michelle Nader                 | 2013. december 16. 2015. április 7.    | 7,59 millió  |
| Caroline és a cukrásztanfolyam séfe egyre közelebb kerülnek egymáshoz. Elmennek szórakozni, de Max és a csoporttársa, Deke is velük tartanak. Caroline és Nicolas séf közt izzik a levegő, de ez hamar elillan mikor kiderül, hogy Nicolas nős. Egyenleg: 220 $ |     |                                                       |              |                                |                                        |              |
| 61. | 13. | Kölcsönhatás (And the Big But)                        | Don Scardino | Liz Feldman                    | 2014. január 13. 2015. április 8.      | 8,95 millió  |
| Max és Deke együtt tanulnak a vizsgára. Max vonzódik a fiúhoz, de elküldi Deke-t, hogy leplezze érzéseit. Egyenleg: 252.75 $ |     |                                                       |              |                                |                                        |              |
| 62. | 14. | Szex a kukában (And the Dumpster Sex)                 | Don Scardino | Liz Astrof                     | 2014. január 20. 2015. április 9.      | 9,03 millió  |
| Max és Deke-nek első légyottjuk után a lány gyorsan lelép. Caroline félelmét használja ürügyként, aki retteg, hogy bűnözők akarnak neki ártani. Deke-nek aztán sikerül elhívnia Max-et a lakására, ami egy szemeteskuka. Egyenleg: 410 $ |     |                                                       |              |                                |                                        |              |
| 63. | 15. | A cukormáz alatt (And the Icing on the Cake)          | Phill Lewis  | Sonny Lee és Patrick Walsh     | 2014. január 27. 2015. április 10.     | 10,05 millió |
| Max bevallja Deke-nek hogy szereti. Max mindenkit meghív a kukába bulizni, hogy megismerjék Deke-et. A férfiról kiderül, hogy nagyon gazdag akiről Max ezek után hallani sem akar. Egyenleg: 560 $ |     |                                                       |              |                                |                                        |              |
| 64. | 16. | Gazdag tapasztalat (And the ATM)                      | Phill Lewis  | Charles Brottmiller            | 2014. február 3. 2015. április 13.     | 9,22 millió  |
| Max szakít Deke-kel, mert utálja a gazdagokat. Kap is egymillió dollárt, hogy tudja milyen gazdagnak lenni. Caroline próbálja kibékíteni őket sikertelenül. Max szerint a pénz megváltoztatja az embert, de azt nem látja, hogy ő anélkül is megváltozott. Egyenleg: 560 $ (egy pillanatig 1,000,560 $)                                                                     |     |                                                       |              |                                |                                        |              |
| 65. | 17. | Zűrös este (And the Married Man Sleepover)            | Phill Lewis  | Whitney Cummings               | 2014. február 24. 2015. április 14.    | 7,96 millió  |
| Nicolas meghívja magához Caroline-t vacsorára. Azt állítja hogy nyitott kapcsolatban él feleségével, aki nem ellenzi a viszonyt. Caroline-t ismét Max és Deke kíséri el. Caroline végül a séf ágyában köt ki. Egyenleg: 840 $ |     |                                                       |              |                                |                                        |              |
| 66. | 18. | Se veled, se nélküled (And the Near Death Experience) | Phill Lewis  | Liz Feldman                    | 2014. március 3. 2015. április 15.     | 8,44 millió  |
| A séf kész elválni a feleségétől, hogy Caroline-al lehessen. Max-el elmennek hozzá, hoy ezt megakadályozzák de feleség pont megérkezik... Egyenleg: 824 $ |     |                                                       |              |                                |                                        |              |
| 67. | 19. | Szent Patrik nap (And the Kilt Trip)                  | Phill Lewis  | Molly McAleer és Morgan Murphy | 2014. március 17. 2015. április 16.    | 7,21 millió  |
| Mindenki Szent Patrik napjára készülődik. Han szeretne felcsípni egy nőt éjszakára, Oleg a furcsa, ünnepi cuccain szeretne túladni, Max és Caroline pedig a cukrászda bevételével vág bele az éjszakába. Az ünnepe miatt Caroline-ból újra gazdagnak érzi magát és finnyássá válik... Egyenleg: 1,150 $                                                                     |     |                                                       |              |                                |                                        |              |
| 68. | 20. | Vastag szülők (And the Not Broke Parents)             | Phill Lewis  | Michael Patrick King           | 2014. március 24. 2015. április 17.    | 7,40 millió  |
| Nicolas séf visszaköltözik Franciaországba a feleségével, ezért a cukrászsuli bezár. Deke megvenné az iskolát szülei által és Caroline vezethetné azt. A vacsora teljes kudarc lesz amikor sül kiderül, hogy Caroline egy sikkasztó lánya. Max barátja védelmére kel és elmondja véleményét a gazdagokról. Egyenleg: 2,650 $                                                |     |                                                       |              |                                |                                        |              |
| 69. | 21. | Esküvői torta (And the Wedding Cake Cake Cake)        | Jean Sagal   | Michelle Nader és Liz Astrof   | 2014. április 14. 2015. április 20.    | 7,22 millió  |
| A lányok kapnak egy esküvői torta megrendelést. A menyasszony Lindsay Lohan folyton meggondolja magát és új ötletekkel áll elő. Azonban a pénz mindenképp kell, mert a cukrászdát 1500 $ hitel terheli. Egyenleg: 2,650 $ |     |                                                       |              |                                |                                        |              |
| 70. | 22. | Mindent a kecóért! (And the New Lease on Life)        | Phill Lewis  | Sonny Lee és Patrick Walsh     | 2014. április 21. 2015. április 21.    | 7,10 millió  |
| Caroline megtudja, hogy illegálisan laknak a lakásban, amikor lejár a szerződés. Megtalálják az eredeti bérlőt, akit megkérnek, színlelje mintha még mindig ott lakna. Lester hajlandó lenne rá de csak akkor ha összehozzák egy estére Sophie-val... Egyenleg: 2,614 $ |     |                                                       |              |                                |                                        |              |
| 71. | 23. | Talált pénz (And the Free Money)                      | Phill Lewis  | Charles Brottmiller            | 2014. április 28. 2015. április 22.    | 7,76 millió  |
| Sophie új barátja egy nagymenő bukméker. Hatalmas borravalót ad Caroline-nak és Maxnek, és elhívja őket a lovira. Az első siker után Caroline nem tud leállni, és tetemes tartozást halmoz fel Nicky-nél. Mivel pénzük nincs, a férfi Caroline telivérét akarja elvinni fedezetként. Egyenleg: 2,814 $                                                                      |     |                                                       |              |                                |                                        |              |
| 72. | 24. | Érettségi (And the Free Money)                        | Phill Lewis  | Morgan Murphy                  | 2014. május 4. 2015. április 23.       | 6,49 millió  |
| Max-nek nincs érettségije. Caroline elintézi, hogy levizsgázhasson és ehhez csak egy történelemdolgozatot kell megírnia. Azt is megpróbálja, hogy hívja el az anyját az átadóünnepségre. Egyenleg: 2,572 $ |     |                                                       |              |                                |                                        |              |

## Negyedik évad (2014-15)
| Sor. | Év. | Cím                                                      | Rendező                 | Író                                 | Premier                              | Nézettség   |
| --- | --- | -------------------------------------------------------- | ----------------------- | ----------------------------------- | ------------------------------------ | ----------- |
| 73. | 1.  | A valóságshow (And the Reality Problem)                  | Don Scardino            | Michael Patrick King                | 2014. október 27. 2015. október 13.  | 8,43 millió |
| A lányoknak ajánlatot tesznek, hogy náluk forgatnának egy valóságshow-t Kardashian-ékról. Ők és Sophie rákészülnek a forgatásra, de később értesítik őket hogy nem lesz műsor. Caroline emiatt örök ágyban maradást fogad, amikor beszorul a haja. Bosszúból Max megdobálja cupcake-kell Kim-et és ebből olyan dolog sül ki amire egyikőjük sem számított. Egyenleg: 1,950 $ |     |                                                          |                         |                                     |                                      |             |
| 74. | 2.  | Alkalmi DJ (And the DJ Face)                             | Don Scardino            | Liz Astrof                          | 2014. november 3. 2015. október 14.  | 7,97 millió |
| Max alkalmi partnere elhívja őt egy buliba. Kiderül, hogy egy alkalmi DJ egy bioboltban. Ott találkoznak Hannal és Caroline is összefut egy ismerősével a gazdag világból. Sophie azt tervezgetni, hogy újra összejön Oleggel. Egyenleg: 2,300 $ |     |                                                          |                         |                                     |                                      |             |
| 75. | 3.  | A haleset (And the Childhood Not Included)               | Don Scardino            | Michelle Nader                      | 2014. november 10. 2015. október 15. | 7,55 millió |
| Han beviszi az étterembe az akváriumát és Caroline-t kéri meg hogy takarítsa ki. El is kezdi de véletlenül az egyik hal a kukában landol. Max kap az anyjától egy csomagot, de a lány nem akarja tudni mi van benne. Egyenleg: 2,285 $ |     |                                                          |                         |                                     |                                      |             |
| 76. | 4.  | Behálózva (And the Old Bike Yarn)                        | Don Scardino            | Patrick Walsh                       | 2014. november 17. 2015. október 16. | 7,90 millió |
| A lányok üzlete előtt megjelenik egy nő aki művésznek vallja magát. Minden tárgyat színes fonalakkal von be. Caroline fejébe veszi, hogy házhoz szállítást is vállaljanak de kiderül hogy Max nem tud biciklizni... Egyenleg: 2,735 $ |     |                                                          |                         |                                     |                                      |             |
| 77. | 5.  | A szeminárium (And the Brand Job)                        | Don Scardino            | Morgan Murphy                       | 2014. november 24. 2015. október 19. | 6,85 millió |
| A cukrászda egyre rosszabbul megy, ezért egy sikeres üzlet titkokat megismertető rendezvényre mennek. Az 1000 dolláron kívül össze is vesznek, mert konkurenciát látnak egymásban. Egyenleg: 1,695 $ |     |                                                          |                         |                                     |                                      |             |
| 78. | 6.  | A szépség és a bérlakás (And the Model Apartment)        | Don Scardino            | Linda Videtti Figueiredo            | 2014. december 8. 2015. október 20.  | 7,72 millió |
| Caroline saját lakásukat hirdeti turistáknak, hogy kibéreljék azt. Egy modell csapat buli helyszíneként ki is bérli a lakást. Egyenleg: 3,195 $ |     |                                                          |                         |                                     |                                      |             |
| 79. | 7.  | Karácsonyi kölcsön (And a Loan for Christmas)            | Don Scardino            | Charles Brottmiller                 | 2014. december 15. 2015. október 21. | 7,81 millió |
| Caroline reklámpólókat akar nyomtatni karácsonyra, és kölcsönt akar felvenni. Mivel Max-nek ez nem tetszik, ezért Caroline egy menő ruhaboltban ráhúzza a pólójukat egy próbababára. Az egyik vevőnek megtetszik és az eladó nagy tételben rendel a pólókból. Egyenleg: 3,945 $                                                                                              |     |                                                          |                         |                                     |                                      |             |
| 80. | 8.  | A mókagyár (And the Fun Factory)                         | Don Scardino            | Michael Rowe                        | 2015. január 5. 2015. október 22.    | 9,08 millió |
| Caroline-nak sikerül találni egy céget, akik elkészítik a reklámpólókat. A gyárlátogatásuk során furcsának találják a helyet, ezért alapos utánajárásnak vetik alá magukat. Egyenleg: 13,945 $ |     |                                                          |                         |                                     |                                      |             |
| 81. | 9.  | Álomautó (And the Past and the Furious)                  | Don Scardino            | Michelle Nader és Liz Astrof        | 2015. január 19. 2015. október 23.   | 8,86 millió |
| Caroline sportautót kap az apjától a születésnapjára. A bíróság hamar le is foglalja. Ezért Max rendez neki szülinapi partit. Oleg pedig meg akarja kérni Sophie kezét. Egyenleg: 13,545 $ |     |                                                          |                         |                                     |                                      |             |
| 82. | 10. | Beköltözősdi (And the Move-In Meltdown)                  | Don Scardino            | Patrick Walsh                       | 2015. február 2. 2015. október 26.   | 9,31 millió |
| Sophie és Oleg az összeköltözést fontolgatják. Sophie ezt egy nagy bulival ünnepelné meg. Később nagy perpatvar tör ki mert a nő Oleg egyetlen holmiját se akarja beengedni a lakásba. Egyenleg: 13,395 $ |     |                                                          |                         |                                     |                                      |             |
| 83. | 11. | Szabad a rablás! (And the Crime Ring)                    | Don Scardino            | Morgan Murphy                       | 2015. február 9. 2015. október 27.   | 9,13 millió |
| Caroline az egyéjszakás kalandja után rájön, elhagyta gyűrűit. Max "bölcseletére" hallgatva ha a férfi két hétig nem jelentkezik, nyugodtan betörhet hozzá. Caroline elvéti az ablakot és börtönben találják magukat. Egyenleg: 3,395 $ |     |                                                          |                         |                                     |                                      |             |
| 84. | 12. | Pólótolvajok (And the Knock Off Knock Out)               | Don Scardino            | Morgan Murphy                       | 2015. február 16. 2015. október 28.  | 8,74 millió |
| Sophie esküvőjét tervezgeti. Két gimnazista lány sajátjukként árulják Max és Caroline pólóit, még egy keresetet is beadnak a cukrászda ellen, hogy ne áruljanak több pólót. Végül ismét Han segít a lányoknak. Egyenleg: 3,675 $ |     |                                                          |                         |                                     |                                      |             |
| 85. | 13. | Titkos telefon (And the Great Unwashed)                  | Don Scardino            | Laura Kightlinger                   | 2015. február 23. 2015. október 29.  | 8,27 millió |
| Egy vendég nem bírja Max stílusát, ezért Caroline-t kéri, hogy szolgálja ki. A vendég egyik este nem megy el az étterembe, Caroline aggódni kezd és felkeresi a nőt. Kiderül, hogy a nő fotóművész és kéretlenül is elmennek a kiállításra. Sophie egy titkos telefont talál Olegnél és gyanítja a férfi megcsalja őt. Egyenleg: 2,675 $                                     |     |                                                          |                         |                                     |                                      |             |
| 86. | 14. | Ingyen reklám (And the Cupcake Captives)                 | Don Scardino            | Charles Brottmiller                 | 2015. március 9. 2015. október 30.   | 8,25 millió |
| A lányok Sophie lánybúcsúztatóját szervezik, amikor a rendőrség megjelenik, mert egy férfi három nőt tartott foglyul. Az elfogáskor a lányok pólója van rajta és a média ezt felfújva összekapcsolja a túszdrámát és a cukrászdát. Egyenleg: 1,475 $ |     |                                                          |                         |                                     |                                      |             |
| 87. | 15. | Nancy szül a fűben (And the Fat Cat)                     | Fred Savage             | Liz Astrof és Michelle Nader        | 2015. március 23. 2015. november 2.  | 7,26 millió |
| Vemhesen kerül elő Max macskája, Nancy. Kiderül, hogy a megtaláló, Owen kandúrja a boldog apa. Max csak tartásdíjat szeretne kicsikarni a gazditól, de amikor kiderül, hogy kockázati tőkebefektető, Caroline már egyenesen a saját üzletük megmentőjét látja benne. Egyenleg: 975 $                                                                                         |     |                                                          |                         |                                     |                                      |             |
| 88. | 16. | Nullánál is kevesebb (And the Zero Tolerance)            | Fred Savage             | Michael Patrick King                | 2015. március 30. 2015. november 3.  | 7,13 millió |
| A lányok bankszámlája mínuszban van. A régi cukrásziskolából egyik társuk megjelenik és munkát ajánl nekik. Egy elegáns étterem desszertbárjába veszik fel őket. Minden jól meg amíg meg nem jelenik Han, Earl, Oleg és Sophie. Egyenleg: -14 $ |     |                                                          |                         |                                     |                                      |             |
| 89. | 17. | Friss hús (And the High Hook-Up)                         | Fred Savage             | Michelle Nader és Liz Astrof        | 2015. április 13. 2015. november 4.  | 7,07 millió |
| Joe a desszertbár tulaja új alkalmazottat vesz fel. Max egyből szemet vet rá, de a munkahelyi szabály, hogy nem lehet köztük semmi. Max ezért gyorsan szerez egy új munkát Nashitnak. Egyenleg: 286 $ |     |                                                          |                         |                                     |                                      |             |
| 90. | 18. | Ízlésficam (And the Taste Test)                          | Jim Rose és Fred Savage | Charles Brottmiller és Justin Sayre | 2015. április 20. 2015. november 5.  | 7,53 millió |
| Sophie Caroline-t is felkéri koszorúslánynak. Caroline megtudja, hogy a Times is jelen lesz az eseményen, ezért frászt kap amikor meglátja, hogy Sophie milyen ruhát választott nekik. Egyenleg: 711 $ |     |                                                          |                         |                                     |                                      |             |
| 91. | 19. | No szex! (And the Look of the Irish)                     | Fred Savage             | Patrick Walsh és Karen Kilgariff    | 2015. április 27. 2015. november 6.  | 6,57 millió |
| Max kirúgatná Nashitot, mert nem ír azzal dolgozni akivel randizik. Caroline javaslatára modellség útjára térítik a fiút Egy interjúra is elmennek, de kiderül, hogy pornóznia kéne. Sophie-nak és Oleg-nek lengyel szokás szerint az esküvő előtti 30 napig mellőzniük kell a szexet. Egyenleg: 1,211 $                                                                     |     |                                                          |                         |                                     |                                      |             |
| 92. | 20. | Éretlenek (And the Minor Problem)                        | Fred Savage             | Liz Astrof                          | 2015. május 4. 2015. november 6.     | 6,43 millió |
| Nashit-ot foglalkoztatná egy modellfotózással foglalkozó cég, de a fotózáson megjelenik az anyja és haza akarja vinni. Max és Caroline jegyet váltanak, hogy utolérjék őket. Kiderül, hogy a fiú éppen hogy megvan 18 éves. Joedth, a desszertbár főnöke ultimátumot ad a lányoknak: vagy fotózzák Nashit-ot vagy a lányok munkájának vége. Egyenleg: 2,261 $                |     |                                                          |                         |                                     |                                      |             |
| 93. | 21. | Ha nincs ló, jó a szamár is (And the Grate Expectations) | Fred Savage             | Michelle Nader                      | 2015. május 11. 2015. november 6.    | 6,96 millió |
| Oleg Hant kéri meg, hogy legyen a násznagy, mivel bátyja nem tud jelen lenni. Az általa szervezett legénybúcsú béna, sőt Han részegen elszólja magát: Oleg a zöldkártya miatt akarja elvenni Sophie-t. Caroline egy pilótával ismerkedik meg, akinek küld magáról egy pucér képet. Egyenleg: 3,261 $                                                                         |     |                                                          |                         |                                     |                                      |             |
| 94. | 22. | Valóra vált álmok (And the Disappointing Unit)           | Michael Patrick King    | Michael Patrick King                | 2015. május 18. 2015. november 6.    | 7,56 millió |
| Miközben Oleg és Sophie esküvőjére készül. Kábulat desszertbár rossz bevételei miatt Caroline-t teszik felelőssé. A lányok szemét 2 stewardess, hogy az álmaikat akkor valósítsák meg amikor még megtehetik. Elhatározzák hát, hogy a saját boltjukat viszik tovább, de előtte a korábban megvett jegyeket felhasználva Max és Caroline elrepülnek Párizsba. Egyenleg: 89 $  |     |                                                          |                         |                                     |                                      |             |

## Ötödik évad (2015-16)
| Sor. | Év. | Cím                                                 | Rendező              | Író                          | Premier                             | Nézettség   |
| --- | --- | --------------------------------------------------- | -------------------- | ---------------------------- | ----------------------------------- | ----------- |
| 95. | 1.  | Műemlékvédelem (And the Wrecking Ball)              | Michael Patrick King | Michael Patrick King         | 2015. november 12. 2016. június 7.  | 6,34 millió |
| Egy idegenvezető német turistákat visz városnézni amikor leszólja a lányok üzletét majd elkotyogja, hogy egy IMAX mozit akarnak építeni. Caroline a bíróságig is elmegy az üzletük megvédése érdekében... Egyenleg: 164 $ |     |                                                     |                      |                              |                                     |             |
| 96. | 2.  | Egészséges életmód (And the Gym and Juice)          | Michael Patrick King | Liz Astrof                   | 2015. november 19. 2016. június 8.  | 6,42 millió |
| Carolinék lakásában tönkremegy a zuhanyzó, így Sophiékhoz kényszerülnek fürdeni. Han javaslatára egy edzőterembe mennek, ahol Max ki is használja az ingyen zuhanyzás lehetőségét. Caroline az edzést is kihasználja és az egyik trénerrel jóba is lesz ami 2 másik nőnek szemet is szúr és elkezdődik a harc közöttük. Eközben Sophie azt hiszi terhes, de a lányok meggyőzik, hogy csak beképzeli. Emiatt nem csügged inkább műbabán gyakorolnak Oleggel és egészséges életmódra próbál váltani. Egyenleg: 264 $           |     |                                                     |                      |                              |                                     |             |
| 97. | 3.  | Az esküvői torta (And The Maybe Baby)               | Jason Reilly         | Michelle Nader               | 2015. november 26. 2016. június 9.  | 5,93 millió |
| Caroline régi szerelme Andy felbukkan. Kiderül, hogy elvesz egy gazdag lányt és emiatt volt barátnője teljes zavarban van. A dolgok tetejében még az esküvői tortát is elvállalják, majd a rendezvényre is elhívják őket. Egyenleg: 215 $ |     |                                                     |                      |                              |                                     |             |
| 98. | 4.  | Meleg helyzet (And the Inside Outside Situation)    | Justin Sayre         | David Trainer                | 2015. december 10. 2016. június 10. | 5,70 millió |
| Caroline félreérthetően beszél egy meleg férfival, erre ő megsértődik és a többi meleg társával tüntetni kezdenek a boltjuk előtt. Egyenleg: 110 $ |     |                                                     |                      |                              |                                     |             |
| 99. | 5.  | Szabadulószoba (And the Escape Room)                | David Trainer        | Patrick Walsh                | 2015. december 17. 2016. június 13. | 6,92 millió |
| Max lebukik mert kiderül hogy Caroline-tól több lakbért kért 4 éven keresztül. Han csapatépítő tréninget szervez. Egyenleg: 170 $ |     |                                                     |                      |                              |                                     |             |
| 100. | 6.  | Kettőn áll a vásár (And Not the Regular Down There) | Katy Garretson       | Rachel Sweet                 | 2016. január 6. 2016. június 14.    | 6,29 millió |
| Max megismerkedik egy fiúval aki mielőtt lefeküdne vele őt magát is megismerné. A fiú megosztja titkát a lánnyal, miszerint két hímtagja van. Elmondja Caroline-nak, de szerencsétlenségére Oleg ezt meghallja, majd sorban a többiek is megtudják. Emiatt gyors szakítás lesz a kapcsolat vége. Egyenleg: 140 $ |     |                                                     |                      |                              |                                     |             |
| 101. | 7.  | A kómás nagyi visszatér (And the Coming Out Party)  | Michael Patrick King | Liz Feldman                  | 2016. január 13. 2016. június 15.   | 6,52 millió |
| Caroline nagyimamája felébred egy ötéves kómájából. A komornyik a lányt kéri meg rendezzen neki partit ezzel leplezve a tényt, hogy ő is elvesztette mindenét. Caroline a többiek segítségével megrendezi a bulit de nem úgy mennek a dolgok ahogy azt szerette volna. Oleg és Sophie a babájukat tervezik. Egyenleg: 197 $ |     |                                                     |                      |                              |                                     |             |
| 102. | 8.  | Civil a pályán (And the Basketball Jones)           | Katy Garretson       | Morgan Murphy                | 2016. január 20. 2016. június 16.   | 6,64 millió |
| Oleg unokatestvére a Brooklyn Nets csapatban játszik ezért szerez jegyeket neki. Mivel ő nem tud elmenni ezért Max és Caroline mennek helyette a meccsre amiben Caroline a sütiboltjuk reklámozási lehetőségét látja. Egyenleg: 280 $ |     |                                                     |                      |                              |                                     |             |
| 103. | 9.  | Szaxi maxi (And the Sax Problem)                    | John Riggi           | Charles Brottmiller          | 2016. január 27. 2016. június 17.   | 6,63 millió |
| Earl régi zenekara egy jubileumi koncertet ad egy jazzklubban, de a hely vezetője látni sem akarja őt, mivel mikor jártak megcsalta őt a nővérével. A lányok elhatározzák segítenek Earl-nek. Egyenleg: 80 $ |     |                                                     |                      |                              |                                     |             |
| 104. | 10. | Barátság extrákkal (And the No New Friends)         | Anthony Rich         | Rob Sheridan                 | 2016. február 3. 2016. június 20.   | 6,34 millió |
| Max összefut egy régi ismerősével és Caroline kicsit féltékeny lesz. Később ő ismerkedik meg 2 lánnyal akik elhívják magukhoz bulizni. Jól indul az ismerkedés de később furcsává válik. Kiderül, hogy a társaság egy szekta... Egyenleg: 80 $ |     |                                                     |                      |                              |                                     |             |
| 105. | 11. | A hasonmás (And the Booth Babes)                    | Joel Murray          | Rachel Lind és David Shecter | 2016. február 10. 2016. június 21.  | 6,36 millió |
| A lény beáll "bódébébinek", hogy bejussanak egy Game Con-ra. Max és Caroline felfedezik magukat 2 játék karakter személyében. Sophie és Oleg a 2 lányhoz költözik amíg felújítják a lakásukat. Egyenleg: 380 $ |     |                                                     |                      |                              |                                     |             |
| 106. | 12. | Életem története (And the Story Telling Show)       | Tom Stern            | Morgan Murphy                | 2016. február 18. 2016. június 22.  | 6,40 millió |
| Caroline-t elhívja egy férfi egy előadásra. A lány azt hiszi egy randi, de rá kell jönnie hogy csak egy történetmesélős estre ment el. Végül úgy alakul, hogy ő is "fellép" és elmondja a történetét: Hogyan vesztette el mindenét pont 5 éve. A történetre felfigyel egy stúdió vezetője így a lányok Hollywoodba utaznak. Sopihe és Oleg béranyát keresnek. Egyenleg: 390 $ |     |                                                     |                      |                              |                                     |             |
| 107. | 13. | A kósza csomag (And the Lost Baggage)               | James Burrows        | Michael Patrick King         | 2016. február 25. 2016. június 23.  | 6,56 millió |
| A csajok elrepülnek Los Angelesbe a filmjük miatt, de nem is ők lennének ha minden simán menne: Majdnem meghiúsul az interjú és Sophie is megjelenik a lányoknál. Egyenleg: 390 $ |     |                                                     |                      |                              |                                     |             |
| 108. | 14. | Velem vagy nélkülem (And You Bet Your Ass)          | James Burrows        | Liz Astrof és Michelle Nader | 2016. március 3. 2016. június 24.   | 6,74 millió |
| Az interjú létrejön, de Max karakterét ki akarják vágni. Max új barátja Caroline-t is összehozná egy régi ismerősével... Egyenleg: 390 $ |     |                                                     |                      |                              |                                     |             |
| 109. | 15. | A kannibál (And the Great Escape)                   | John Riggi           | Liz Feldman                  | 2016. március 10. 2016. június 27.  | 6,74 millió |
| A lányok még mindig Hollywoodban vannak. Caroline-t az életrajzi filmjében Jennifer Lawrence játszaná és lelkesen várja őt, miközben a rendőrség bejelenti hogy egy bűnöző garázdálkodik a környékükön. Max új barátjának, Randynak a kutyáját Caroline kiengedi aki el is szökik. Elindulnak a keresésére de mikor Jennifer Lawrence hívja Caroline-t, Max kinyomja a telefont. Később ezért Jennifer passzolja a filmet. Egyenleg: 390 $                                                                                   |     |                                                     |                      |                              |                                     |             |
| 110. | 16. | A partibusz (And the Pity Party Bus)                | Don Scardino         | Rachel Sweet                 | 2016. március 31. 2016. június 28.  | 5,69 millió |
| Max és Caroline készülnek a hazaútra. Randy szakít Max-el de egy terapeuta segítségével. Indulás előtt betérnek Sophie "gyógyítójához" aki a teherbe esés segítené elő neki. Sophie a hazatérésükkor bejelenti hogy babát vár. Egyenleg: 90 $ |     |                                                     |                      |                              |                                     |             |
| 111. | 17. | Babaváró torta (And the Show and Don't Tell)        | Don Scardino         | Patrick Walsh                | 2016. április 7. 2016. június 29.   | 5,87 millió |
| A két lány visszatér Hollywoodból. Sophie a lányokat bízza meg a babaváró torta elkészítésében. Úgy készítik el, hogy abból ki lehessen találni a baba nemét. Mikor Caroline és Max meglátogatják Caroline apját a börtönben a rájuk bízott borítékot ottfelejti. Elmeséli neki, hogy Max-el egy desszertbárt találtak ki, amiben alkoholos sütiket árulnának, de apja úgy gondolja ez nem való lányának így Max-et megkéri engedje el barátját. Hazatérve sértegetni kezdi, ami végül kibékülésbe fordul át. Egyenleg: 72 $ |     |                                                     |                      |                              |                                     |             |
| 112. | 18. | A desszertbár (And the Loophole)                    | Don Scardino         | Justin Sayre                 | 2016. április 14. 2016. június 30.  | 6,25 millió |
| A lányoknak Han ismerőse segít helyet találni a desszert-bárjukhoz. Randy a városba érkezik, de ez Caroline nem nézi jó szemmel. Később bevallja Max miatt jött és szeretné újrakezdeni. Han végül a régi helyüket adja ki a lányoknak. Egyenleg: 250,072 $ |     |                                                     |                      |                              |                                     |             |
| 113. | 19. | Derék szög (And the Attack of the Killer Apartment) | Kathleen Marshall    | Charles Brottmiller          | 2016. április 21. 2016. július 1.   | 6,93 millió |
| Randy Max-nél tölti az éjszakát, majd reggel belelép a padlóból kiálló szögbe. Randy ezért panasz tesz a főbérlőnél, mivel nem tudja, hogy nem a lányok a bejelentett lakók. Mikor szembesítésre kerülne a sor, Randy elmondja, hogy ő ügyvéd és rámutat a házban lévő hibákra. Ezek hallatán a főbérlő jobb belátásra tér. Egyenleg: 250,072 $ |     |                                                     |                      |                              |                                     |             |
| 114. | 20. | A keresztszülők (And the Partnership Hits the Fan)  | Katy Garretson       | Rob Sheridan                 | 2016. április 28. 2016. július 4.   | 6,61 millió |
| Randy elhívja Max-et egy előkelő helyre, ahol az étkek mind valamilyen madárból vannak. Később Caroline is csatlakozik hozzájuk és miután Max rosszul lesz megszöknek az estéről. Egyenleg: 250,072 $ |     |                                                     |                      |                              |                                     |             |
| 115. | 21. | Harminc centi (And the Ten Inches)                  | Katy Garretson       | Liz Feldman                  | 2016. május 5. 2016. július 5.      | 6,67 millió |
| A lányok új üzlete épül, de a szomszédos pizzériával a zajok miatt mindig összetűzésbe keverednek. Később kiderül, hogy az üzlethelyiségük túl kicsi lesz ezért kibérelnék a pizzéria nem használt részét A másik tulaj hallani sem akar róla, viszont tetszik neki Randy, így őt felhasználva megpróbálják jobb belátásra bírni. Egyenleg: 31.000 $ |     |                                                     |                      |                              |                                     |             |
| 116. | 22. | Fogadjunk! (And the Big Gamble)                     | Michael Patrick King | Michelle Nader és Liz Astrof | 2016. május 12. 2016. július 6.     | 6,99 millió |
| Han adósságba veri magát rossz fogadások miatt és be is akarják rajta hajtani. A lányok segítenek rajta, cserébe résztulajdonos lesznek a kifőzdében. Randy visszautazik Los Angelesbe. Egyenleg: 1000 $ |     |                                                     |                      |                              |                                     |             |

## Hatodik évad (2016-17)
| Sor. | Év. | Cím                                                         | Rendező           | Író                                                                                | Premier                             | Nézettség   |
| --- | --- | ----------------------------------------------------------- | ----------------- | ---------------------------------------------------------------------------------- | ----------------------------------- | ----------- |
| 117. | 1.  | Nehéz szülésː Első rész (And the Two Openings: Part One)    | Fred Savage       | Michelle Nader                                                                     | 2016. október 10. 2017. május 17.   | 6.36 millió |
| A lányok nem tudják megnyitni a desszertbárjukat, mert Caroline hibázott a formanyomtatvány kitöltésekor. Sophie egyre közelebb kerül gyermeke megszületéséhez. Egyenleg: 535 $ |     |                                                             |                   |                                                                                    |                                     |             |
| 118. | 2.  | Nehéz szülésː Második rész (And the Two Openings: Part One) | Fred Savage       | Liz Astrof                                                                         | 2016. október 10. 2017. május 18.   | 6.36 millió |
| Sophie babája végre megszületik akinek a Barbara nevet adják. A nő Caroline-t és Max-et választotta keresztszülőknek. Eközben Caroline a bárjuk megnyitása érdekében intézi az ügyeket. Később úgy gondolja mivel a bár a kifőzdéhez tartozik elég az étterem működési engedélye, így megnyitják az üzletet. Mivel ez nem szabályos 14 napra bezárják a boltot... Egyenleg: 535 $ |     |                                                             |                   |                                                                                    |                                     |             |
| 119. | 3.  | Túl a csúcson (And the 80's Movie)                          | Fred Savage       | Patrick Walsh                                                                      | 2016. október 17. 2017. május 19.   | 5.66 millió |
| Caroline egy jól menő bár vendégeit akarja átcsábítani hozzájuk, de csalódnia kell, mert nem a legelőkelőbb emberek lesznek a vendégeik. Han és Earl viszonyát egy bárszék árnyékolja be. Sophie és Oleg a szülés után 30 napig nem lehetnek egymáséi és ezt nagyon nehezen viselik. Egyenleg: 1050 $ |     |                                                             |                   |                                                                                    |                                     |             |
| 120. | 4.  | A keresztelő (And the Godmama Drama)                        | Fred Savage       | Michael Lisbe és Nate Reger                                                        | 2016. október 24. 2017. május 22.   | 5.60 millió |
| Max és Caroline nagyban készülnek a keresztszülőségre. Oleg anyja megérkezik Ukrajnából, és átveszi az irányítást, kezdve azzal, hogy nem engedi a lányoknak hogy keresztszülők legyenek és Sophie-val se felhőtlen a viszonya... Egyenleg: 1845.25 $ |     |                                                             |                   |                                                                                    |                                     |             |
| 121. | 5.  | A főiskolán (And the College Experience)                    | Kathleen Marshall | Brian Rubenstein                                                                   | 2016. október 31. 2017. május 23.   | 4.99 millió |
| A lányokat meghívják Caroline régi főiskolájába hogy tartsanak előadást az óráján hogyan építették fel a vállalkozásukat. Max azonban inkább a bulis oldalát ragadná meg a főiskolának és Caroline-t is magával rántja az éjszakába. Egyenleg: 2710.15 $ |     |                                                             |                   |                                                                                    |                                     |             |
| 122. | 6.  | Játszd újra, Randy! (And the Rom-Commie)                    | Lonny Price       | Justin Sayre                                                                       | 2016. november 7. 2017. május 24.   | 5.42 millió |
| Megjelenik Earl egykori szerelme, akivel ötven éve nem látták egymást, de a régi tűz már nem lobog annyira. A lányok megrendelésre készített tortát Han tönkreteszi. Max ellenkezik, de Caroline meggyőzi, hogy menjenek ki Randy elé a reptérre. Egyenleg: 3710.65 $ |     |                                                             |                   |                                                                                    |                                     |             |
| 123. | 7.  | A Sophie baba (And the Sophie Doll)                         | Don Scardino      | Michael Glouberman                                                                 | 2016. november 14. 2017. május 25.  | 5.18 millió |
| A bárba betérő vendégek klasszikus koktélokat szeretnének rendelni a desszert bárban, ezért a lányok beiratkoznak egy koktél-tanfolyamra. Sophie készít egy babát mikrofonnal és kamerával, amivel folyamatosan megfigyelheti a kisbabáját akkor is, amikor nincs mellette. Egyenleg: 3340.35 $ |     |                                                             |                   |                                                                                    |                                     |             |
| 124. | 8.  | Kakaókóma (And the Duck Stamp)                              | Don Scardino      | Charles Brottmiller                                                                | 2016. november 21. 2017. május 26.  | 5.37 millió |
| Han benevez a posta által meghirdetett bélyegtervező versenyre, ám a desszert bár új pultosa egy olyan koktélt készít neki, amitől kakaófüggővé válik. Caroline egyetlen telt házas este után azt hiszi, hogy elindultak a siker útján, miközben Sophie önértékelési zavarokkal küzd. Egyenleg: |     |                                                             |                   |                                                                                    |                                     |             |
| 125. | 9.  | Dupla randi (And the About FaceTime)                        | Steve Zuckerman   | Rachel Palmer és David Shecter                                                     | 2016. december 5. 2017. május 29.   | 5.68 millió |
| Randy összehozza Caroline egy fiatal kollégájával, de a randijukat mindig megzavarja valami. Sophie ráveszi Oleg-et adja el hőn szeretett autóját hogy tudjanak venni egy nagyobbat a baba miatt. Egyenleg: 5821.62 $ |     |                                                             |                   |                                                                                    |                                     |             |
| 126. | 10. | A hurrikán (And the Himmicane)                              | Steve Zuckerman   | Brian Rubenstein                                                                   | 2016. december 12. 2017. május 30.  | 5.81 millió |
| Max és Randy nem tudják folytatni a távkapcsolatot így szakítanak. Egy gazdag pár kibérli a desszert bárt, megünnepeljék válásukat. A hurrikán azonban épp akkor csap le a városra, és a raktárban ragadnak. Oleg pedig féltékeny lesz a dadusukra aki egy fiatal jóképű férfi. Egyenleg: 5521.62 $ |     |                                                             |                   |                                                                                    |                                     |             |
| 127. | 11. | Út Los Angelesbe (And the Planes, Fingers and Automobiles)  | Anthony Rich      | Patrick Walsh                                                                      | 2016. december 19. 2017. május 31.  | 5.02 millió |
| Max a fejébe veszi, hogy meglepi Randyt Los Angelesben, hogy megpróbálja megmenteni a kapcsolatukat. Caroline és Han is elkísérik, de menet közben lerobbannak. Ezután kamionstoppal folytatják útjukat. A távollétükben Earl, Oleg és Sophie viszik az éttermet több kevesebb sikerrel... Egyenleg: 3521.62 $ |     |                                                             |                   |                                                                                    |                                     |             |
| 128. | 12. | Veszélyes vizeken (And the Riverboat Runs Through It)       | Jason Ensler      | Michelle Nader                                                                     | 2017. január 2. 2017. június 1.     | 5.88 millió |
| Max és Caroline egy gőzhajón próbálnak eljutni Texasba, hogy onnan induljanak el Randyhez Los Angelesbe. Ám se pénzük, se ennivalójuk, se szállásuk, miközben Han, Earl, Oleg és Sophie pénzt csinálnak a Gesztenyével fényképezkedő turistákból. Egyenleg: 500 $ |     |                                                             |                   |                                                                                    |                                     |             |
| 129. | 13. | Zombisors (And the Stalking Dead)                           | John Riggi        | Michael Lisbe és Nate Reger                                                        | 2017. január 16. 2017. június 2.    | 6.40 millió |
| A lányok végre megtalálják a szállodát, ahol Randy lakik a forgatás idején. Jelentkeznek a filmbe statisztának, mint zombik. Eközben nagybank zajlanak a bár felújítási munkálatai. Egyenleg: 484 $ |     |                                                             |                   |                                                                                    |                                     |             |
| 130. | 14. | A kismamaklub (And the Emergency Contractor)                | John Riggi        | Liz Astrof                                                                         | 2017. január 23. 2017. június 5.    | 7.06 millió |
| Caroline-nak megtetszik az építési vállalkozó, aki a távollétükben felújította a bárt, ezért folyton kifogásol valamit a berendezésekben csakhogy visszajöjjön a férfi. Randy-t kórházban ápolják, és Max fejvesztve rohan hozzá, de újra csalódia kell. Sophie belép egy kismamaklubba, mert azt reméli, ott elsajátíthatja a gyereknevelés fortélyait. Egyenleg: 2372 $ |     |                                                             |                   |                                                                                    |                                     |             |
| 131. | 15. | A teknősösztön (And the Turtle Sense)                       | Don Scardino      | Michael Glouberman                                                                 | 2017. február 6. 2017. június 6.    | 5.98 millió |
| Caroline randevúra készül Bobbyval, az építési vállalkozóval, de nem meri egyedül hagyni Maxet a desszert bárban. Amikor pedig beesik egy csapat egyetemista lány, végképp elszáll az esély, hogy kellemesen töltse el az estét. Egyenleg: 3145 $ |     |                                                             |                   |                                                                                    |                                     |             |
| 132. | 16. | A harmadik lyuk (And the Tease Time)                        | Don Scardino      | Justin Sayre                                                                       | 2017. február 13. 2017. június 7.   | 6 millió    |
| Caroline a harmadik randira készül Bobbyval. A többiek azzal szekálják, hogy ilyenkor már illő intimebb kapcsolatba kerülni vele. Caroline ezért felkeres egy fehérnemű boltot, és még táncórára is beiratkozik. Max viszont szűzi életet fogad, és golfozni megy Hannal... Egyenleg: 4895 $ |     |                                                             |                   |                                                                                    |                                     |             |
| 133. | 17. | Ismerd meg az anyját! (And the Jessica Shmessica)           | Don Scardino      | Charles Brottmiller                                                                | 2017. február 20. 2017. június 8.   | 5.81 millió |
| Bobby meghívja Caroline-t és Maxet az otthonába, hogy bemutathassa a családját. Oleg, Han és Earl is fültanúi voltak a meghívásnak, így természetesnek veszik, hogy ők is ott legyenek. Bobby családjában minden az barátnőjéről szól, ami szinte lehetetlenné teszi Caroline tervét, hogy megkedveltesse magát Bobby anyjával. Egyenleg: 5672.72 $ |     |                                                             |                   |                                                                                    |                                     |             |
| 134. | 18. | Apa csak egy van (And the Dad Day Afternoon)                | John Riggi        | Julie Mandel-Folly                                                                 | 2017. február 27. 2017. június 9.   | 5.74 millió |
| Han pszichológusa segítségével megkeresik Max apját. Meg is beszélik a találkozót és útra kell az egész csapat. Egyenleg: 6475.54 $ |     |                                                             |                   |                                                                                    |                                     |             |
| 135. | 19. | A rejtélyes baba (And the Baby and Other Things)            | Chris Poulos      | Történet: Michael Lisbe, Nate Reger és Justin Sayre Forgatókönyv: Brian Rubenstein | 2017. március 13. 2017. június 12.  | 5.45 millió |
| Bobby és Caroline kapcsolata egyre komolyabb irányba tart. Egyik alkalommal Max a férfi telefonjába belenéz és megtalál egy üzenetet volt barátnőjétől, miszerint beszélniük kell egy bizonyos Baby-ről. Max akcióba lendül és Han-nal elmennek a nő esküvőszervező irodájába mint 1 pár. Egyenleg: 6922.14 $ |     |                                                             |                   |                                                                                    |                                     |             |
| 136. | 20. | A pálya ördöge (And the Alley-Oops)                         | Jude Weng         | Történet: Charles Brottmiller Forgatókönyv: Patrick Walsh és Michael Glouberman    | 2017. március 20. 2017. június 13.  | 4.66 millió |
| Bobby hobbija a bowling, aki a csapatával egy bajnokságra készül, de Caroline véletlenül eltöri a legjobb játékos kezét. Szerencséjükre Max be tud állni helyette, de Caroline az ő kezét is elintézi és veszélybe kerül a verseny... Egyenleg: 7836.72 $ |     |                                                             |                   |                                                                                    |                                     |             |
| 137. | 21. | Párhuzamos életek (And the Rock Me on the Dais)             | Michelle Nader    | Liz Astrof                                                                         | 2017. április 10. 2017. december 2. | 4.64 millió |
| A lányok megkapják az értesítést Caroline életéról szóló filmjük sajtóvetítéséről amire el is mennek. A szereposztásban különleges hogy Han-t egy 11 éves lány alakítja, Sophie-t és Earl-t karakterét összegyúrták egy lengyel fekete pénztárossá. Caroline régi szerelme Andy is megjelenik aki már elvált és újra összejönne a lánnyal. A sajtótájékoztató után mindannyian a desszertbárban ünnepelnek a színészekkel. Egyenleg: 9999.12 $ |     |                                                             |                   |                                                                                    |                                     |             |
| 138. | 22. | A premier (And 2 Broke Girls: The Movie)                    | Kathleen Marshall | Michelle Nader                                                                     | 2017. április 17. 2017. december 2. | 4.57 millió |
| Caroline és a többiek a film premierjére készülnek. Már a bevonuláskor elszakítja Caroline a 10.000 $-os kölcsön ruháját. Han hajlandó kifizetni ha ledolgozzák az étteremben az árát. Randy is megjelenik a vetítésen aki először összetűzésbe kerül Max-el. Miután közli vele hogy a városba költözik és mennyire szeretik Max megbékél. Később a férfi megkéri Max kezét ki igent mond. Bobby és Randy is megismerkednek, majd Bobby felismeri Randy-t, mert ő volt az aki az anyját és a testvérét kirúgatta egy show műsorból és bolondnak is nevezte rokonait. Emiatt összeverekednek de a lányok inkább a gyűrűt csodálják. Egyenleg: 0 $ |     |                                                             |                   |                                                                                    |                                     |             |